# منطقه حفاظت‌شده زرین‌کوه
منطقهٔ حفاظت‌شدهٔ زرین‌کوه یک منطقهٔ حفاظت‌شده با مساحت ۳۲۸۲۴ هکتار است که در استان خراسان رضوی در ایران قرار دارد. این منطقهٔ حفاظت‌شده طبق مصوبهٔ شمارهٔ ۷۲۴ در تاریخ ۱۳۹۱/۲/۳۱ در فهرست مناطق تحت حفاظت سازمان محیط زیست ایران قرار گرفت.